# Marek Janáč
Marek Janáč (* 8. července 1971 Praha) je český publicista a dokumentarista, někdejší pracovník Českého rozhlasu.

## Rozhlas
V rozhlase začal pracovat 5. srpna 1991 a věnoval se denní režii. Následující rok se stal členem redakce A–Z, kde debutoval dokumentem Bylo, nebylo… V roce 1994 přešel na stanici Radiožurnál, kde setrval až do roku 2008, kdy převzal vedení populárně-vědeckého magazínu Meteor. Janáčem vytvořené příspěvky či pořady sklízely ocenění jak v České republice, tak v zahraničí. Na konci roku 2013 ovšem z Českého rozhlasu odešel. Nyní působí filmový dokumentarista a současně je členem redakce vědecko-populárního časopisu Vesmír.

## Televize
Již během rozhlasové éry spolupracoval také s Českou televizí, pro kterou společně s Pavlem Tumlířem a Milanem Harvalíkem připravil 52dílný seriál Divnopis. Autorská spolupráce s pořady Ta naše povaha česká, PORT. Režisér dokumentů Před rokem začalo pršet (1998), Stopaři dinosaurů (2011), Brány (2017) či Magion (2018). Spoluautor dokumentu Těla nevydávat (2011, rež. Martin Vadas).

## Publikace

### CD
Autor CD Události 1996, 1997 (1998), Události 1998 (1999), 2CD Druhá světová válka (2005), Osmdesát v hodině (dokument k 80. výročí rozhlasu), Druhá světová válka (s interaktivní mapou), 1968-1969 (CD věnované invazi do Československa), 1989 (CD věnované pádu komunismu). Přispěvatel na CD Události 1999 (2000).

### Knihy
Společně s Pavlem Tumlířem a Milanem Harvalíkem napsal knihy Divnopis I (2006) a Divnopis II (2008), mapující původ názvů některých obcí a měst v ČR.

## Ostatní projekty
V roce 2004 založil (spolu se S. Hrzalem) a zorganizoval soutěž pro školní děti mezi 10 a 15 lety pojmenovanou Expedice vesmír, jež měla za úkol popularizaci vědy. Další ročníky soutěže se konaly pod stejným názvem v létech 2014 a 2015.

## Ocenění
V roce 1996 získal na mezinárodním festivalu Prix Bohemia Radio národní cenu za publicistický pořad Mámo, já fetuju. V roce 2000 postoupil jeho feature Velká pardubická mezi sedm nejlepších dokumentů na mezinárodním festivalu Prix Europa v Berlíně. Za rok 2004 obdržel od Českého klubu skeptiků Sisyfos ocenění bronzový Bludný balvan „za nápaditou a přesvědčivou propagaci grafologie v rozhlasovém seriálu Prezidentské rukopisy“. Jeho dokument Komunismus získal roku 2005 ocenění Dokument roku. Stejného roku získal na přehlídce Report hlavní cenu za dokument Válečný dekameron. Na stejné přehlídce získal roku 2006 1. cenu za feature Ruší nám to natáčení a o rok později další 1. cenu za dokument Svět Miroslava Z. (Zikmunda). Roku 2009 vyhrál s dokumentem Mokrsko 2008 (spoluautorka J. Jirátová) mezinárodní festival Prix Bohemia Radio v kategorii dokument. Roku 2014 získal od Učené společnosti České republiky čestné uznání za vynikající popularizaci vědy v rozhlasovém pořadu Meteor. Akademie věd jej za rok 2014 ocenila Čestnou medailí Vojtěcha Náprstka za dlouholetou popularizaci vědeckých poznatků. V roce 2019 se jeho filmový dokument Magion stal nejlepším československým snímkem mezinárodního festivalu Academia film Olomouc.